# 山野八十八
山野 八十八（やまの やそはち）は、新選組隊士。美男五人衆の一人。

## 生い立ち
加賀で生まれる。文久3年（1863年）に島田魁、尾形俊太郎とともに入隊。池田屋事件には屯所を守っていたため不参加。沖田総司率いる一番隊に所属していたという記述が残っている。新選組が鳥羽・伏見の戦いに敗れ、江戸へ退き箱館へ行き着くまで在隊したが、新選組が箱館で降伏する前に離隊した。
維新後は京都の菊浜小学校の用務員を勤め、明治29年（1896年）に退職。明治41年（1908年）、戊辰戦争前に別れた恋人と娘に再会し、共に暮らして生涯を送った。